# Abraxas urganda
Abraxas urganda là một loài bướm đêm trong họ Geometridae.